# 高嶋良充
高嶋 良充（たかしま よしみつ、1941年（昭和16年）3月10日 - ）は、日本の政治家。参議院議員（2期）、参議院内閣委員長、参議院総務委員長、民主党筆頭副幹事長兼参議院幹事長などを歴任。

## 人物
大阪府出身。大阪府立城東工業高等学校卒業。
枚方市役所職員、枚方市労連、自治労大阪府本部役員、全日本自治団体労働組合本部書記長、日本労働組合総連合会中央執行委員、政府生活環境審議会委員などを経て1998年の第18回参議院議員通常選挙にて民主党の比例区から出馬し初当選。2004年再選、2009年10月に民主党筆頭副幹事長兼参議院幹事長に就任。2010年の第22回参議院議員通常選挙には立候補せず、政界引退。民進党分裂後は自治労が支持する立憲民主党ではなく、国民民主党に参加し、党大阪府連顧問を務める。

## 政治的主張
- 1999年、国旗及び国歌に関する法律案の参議院本会議における採決で反対票を投じた。
- 2003年、静岡空港建設反対の国会議員署名活動で署名者に加わっている[2]。
- 在日外国人への参政権付与の推進派で、「永住外国人選挙権付与法案は、今後の国際社会の中で生きていくための、日本のあり方を問う重要な試金石になる。」と主張している。
- 部落問題については、「地対財特法の期限切れによる同和対策事業の打ち切りや一般対策への移行によって、地域の教育や雇用、住宅などの分野に大きな影響をおよぼす。今後の同和行政について、政府の責任を明確にすべき。」と主張している。

## 政治資金問題に関する姿勢

### 野党時代
- 2003年3月5日の参議院予算委員会において、坂井隆憲の秘書が政治資金規正法違反で逮捕されたことを受け、議員本人の参考人招致を求めた[3]。
- 2004年3月10日の参議院予算委員会では、日本歯科医師連盟の迂回献金問題について「日本歯科医師会から献金の有無があった場合、合法的に処理されているのか」と与党を厳しく追及し、首相の小泉純一郎に「厳正に調査をされることが必要」と述べた[4]。

### 与党時代
- 2010年1月19日、小沢一郎の資金管理団体を巡る陸山会事件に絡んで民主党衆議院議員の石川知裕が政治資金規正法違反により逮捕されたことについて「形式犯だけで逮捕された」「最高裁で刑が確定すれば議員辞職しかないが、それまでは推定無罪」「小沢さんと弁護士でやる問題。われわれはノータッチ」と話した[5]。また、「検察がマスコミに情報をタレ流している。情報が検察から出ない限り、皆さん方書けるのか？ 基本的には世論操作になっている」「小沢さんが無実だと言っているのに罪人扱いしてマスコミが報道してきたから、国民の皆さんがそう思っているだけの話だ」など発言し、平田健二議員と共に世論はマスコミに誘導されているとの認識を示した[6]。
- 2010年2月16日、北海道教職員組合による民主党衆議院議員の小林千代美への違法献金で4名の逮捕者が出ると、記者会見を開き「事件の風評によって影響を被るとはそんなに思っていない」と強調した[7]。
- 2010年3月17日、民主党副幹事長の生方幸夫が産経新聞のインタビューに対し、「自民党の中央集権を批判したはずが今の民主党は中央集権であり、鳩山由紀夫首相が小沢幹事長を注意すべき」「小沢幹事長の政治資金問題についての説明で納得してない人や幹事長を辞めろという声が圧倒多数だから、しかる場所できちんと話すことが第一」と答え[8]、翌18日には、「小沢幹事長は国民にもう一度説明し、納得が得られなければ辞めるのが当然であり、民主党内でも多数いる」と発言した[9]。これを受けて高嶋は生方と党本部で会談。メディアのインタビューで「国民は小沢さんが不起訴になったから全部シロとは思っていない」「北海道教職員組合の問題は、これも一番上は輿石東さん」と話した生方へ「副幹事長でありながら外に向かって執行部批判するのはおかしい」と副幹事長職の辞任を求めたが、生方は「元秘書らが逮捕されている小沢は責任を何も問わず、外部に向かって批判したら辞めろというのはおかしくないですか」と反発したため、民主党執行部で対応を協議し生方を解任した[10][11]。しかし、2010年3月23日、民主党内外や世論の批判を受けて民主党執行部は解任を撤回し、副幹事長職を続投させることを決めた。
- 2010年4月28日、党副幹事長会議で生方幸夫が「検察審の結論を重く受け止めなければならない。（小沢が）証人喚問 できちんと説明するのが国民の納得を得る一番強い方法だ」と発言したことに対して、会議後に「へへ、無視、無視」と言い捨てた[12]。